# Air Arabia Maroc
Air Arabia Maroc — марокканська низькобюджетна авіакомпанія, створене як спільне підприємство між різними марокканськими інвесторами та Air Arabia. Її головний офіс розташований у Терміналі прибуття Міжнародного аеропорту Мухаммеда V Велика Касабланка, Марокко.

## Історія
Air Arabia Maroc був заснований як спільне підприємство між Air Arabia, регіональними повітряними лініями та Ithmaar Bank. Низькобюджетний перевізник був офіційно запущений 29 квітня 2009 року і розпочав свою діяльність 6 травня того ж року рейсом  Касабланка - Лондон-Станстед.
У жовтні 2019 року компанія Air Arabia Maroc оголосила закриття своєї бази в аеропорту Агадір та декількох маршрутів.

## Флот

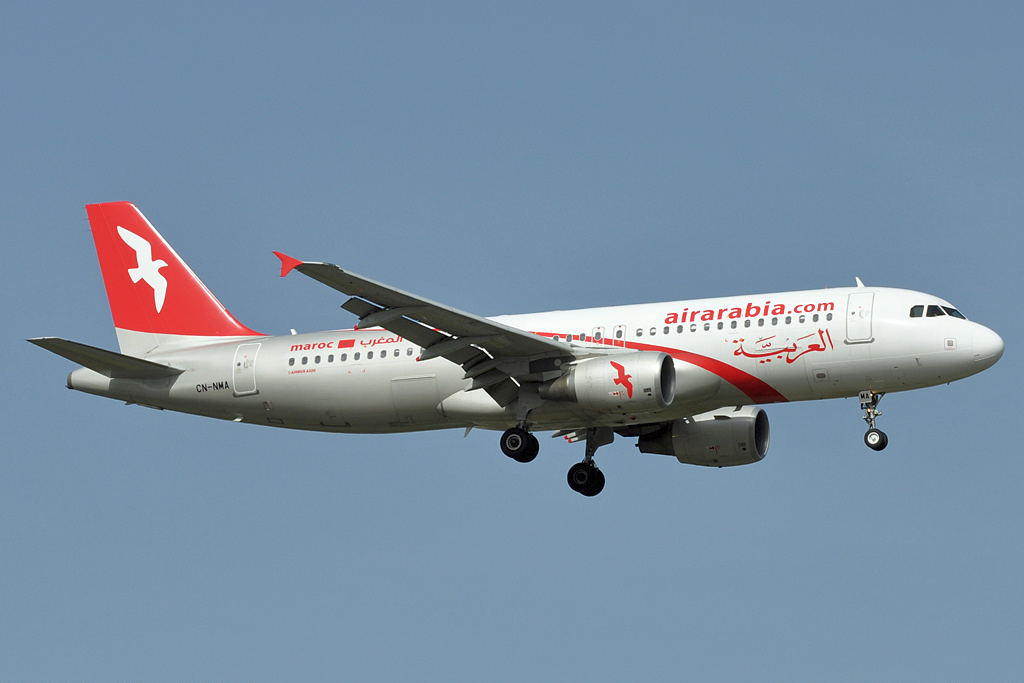
Air Arabia Maroc Airbus A320-200

Флот Air Arabia Maroc на вересень 2019: